# Municipio de Union (condado de Hunterdon)
El municipio de Union (en inglés: Union Township) es un municipio ubicado en el condado de Hunterdon en el estado estadounidense de Nueva Jersey. En el año 2010 tenía una población de 4.938 habitantes y una densidad poblacional de 92,65 personas por km².

## Geografía
El municipio de Union se encuentra ubicado en las coordenadas 40°37′49″N 74°58′16″O / 40.63028, -74.97111.

## Demografía
Según la Oficina del Censo en 2000 los ingresos medios por hogar en el municipio eran de $81,089 y los ingresos medios por familia eran $102,146. Los hombres tenían unos ingresos medios de $64,375 frente a los $41,795 para las mujeres. La renta per cápita para la localidad era de $29,535. Alrededor del 1.6% de la población estaba por debajo del umbral de pobreza.